# Cannaphila vibex
Cannaphila vibex е вид водно конче от семейство Libellulidae. Видът не е застрашен от изчезване.

## Разпространение
Разпространен е в Аржентина, Белиз, Боливия, Венецуела, Еквадор, Колумбия, Коста Рика, Мексико, Панама, Перу и Салвадор.